# Peter Stump

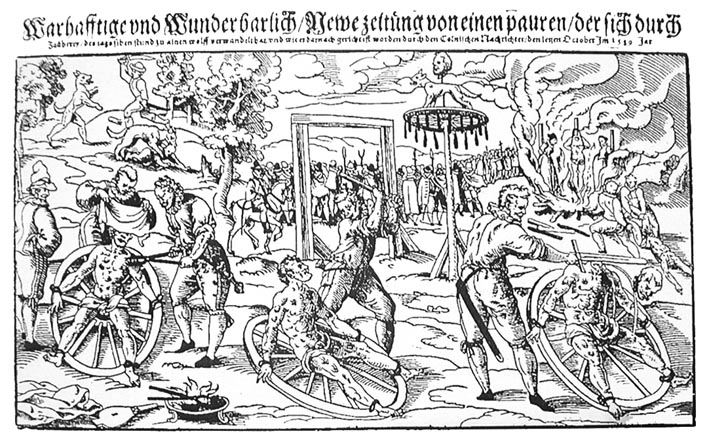
Darstellung von Lucas Mayer, 1589

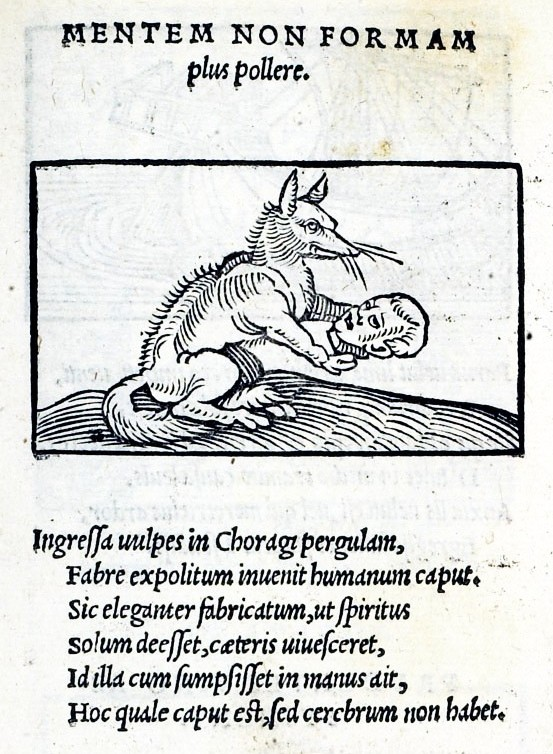
Darstellung eines Wolfes als Menschenmörder aus Augsburg, 1531

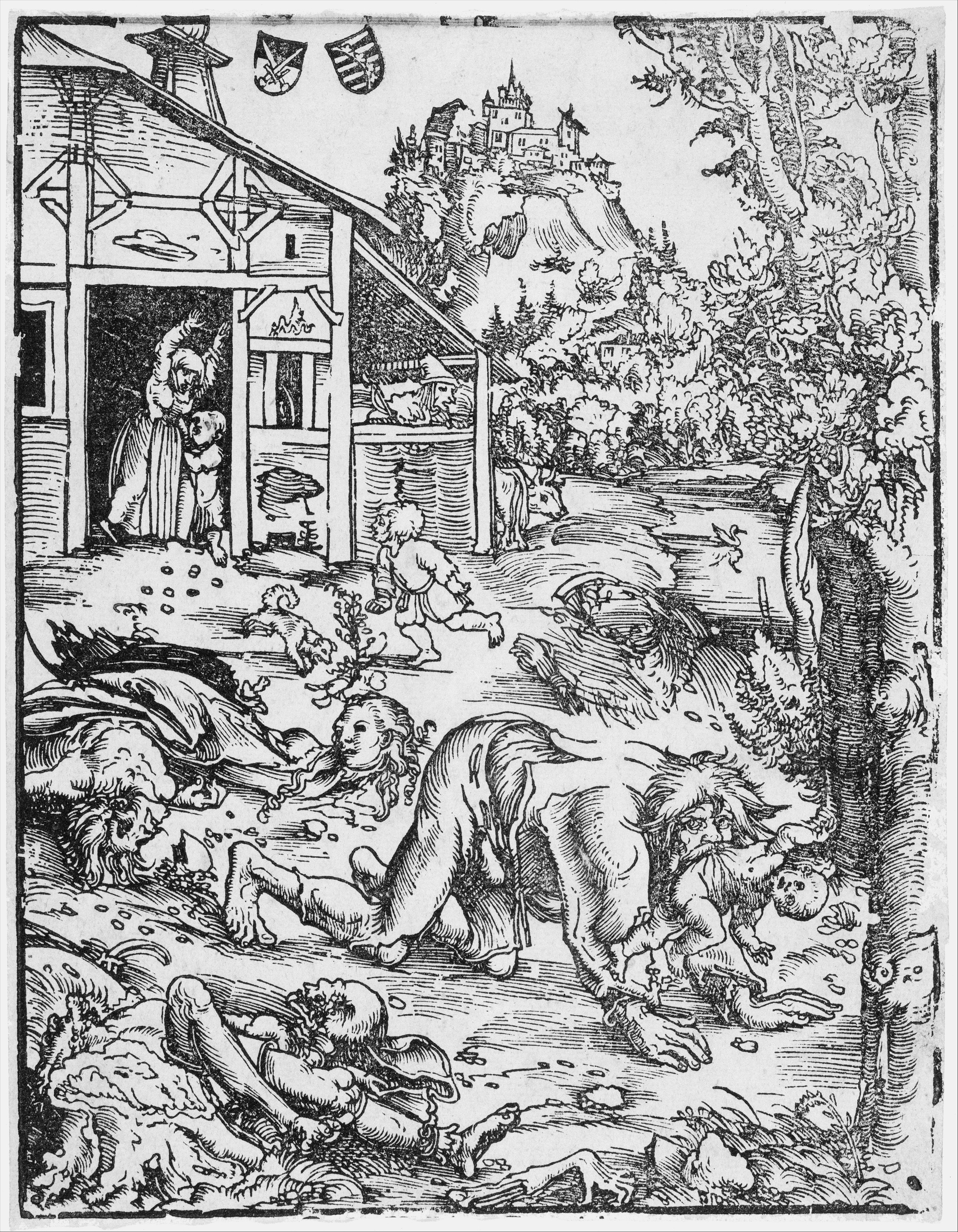
Der Werwolf oder der Kannibale, 1512 von Lucas Cranach

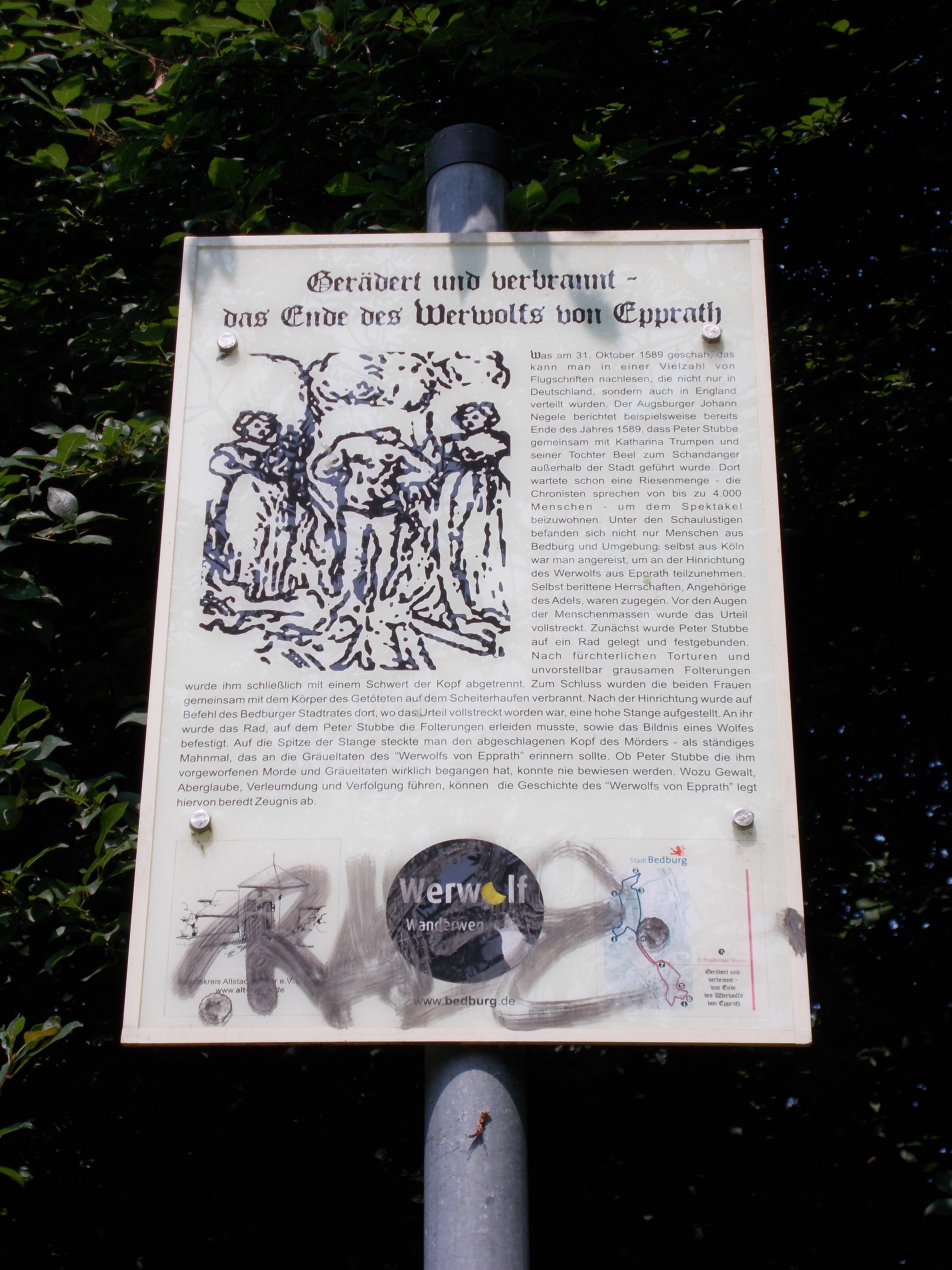
Infotafel auf dem Werwolf-Wanderweg, Bedburg

Peter Stump (auch Peter Stubbe, Stubbe- oder Stübbe-Peter genannt, * 1525; † 31. Oktober 1589 in Bedburg) wurde im bekanntesten Werwolfprozess des 16. Jahrhunderts im deutschsprachigen Raum angeklagt, gefoltert und hingerichtet. 
Der Prozess ist jedoch historisch nicht belegt und nur durch Flugschriften überliefert.

## Leben
Für Peter Stump sind keine Kirchenbucheinträge vorhanden und die wenigen Informationen über Peter Stump stammen aus diversen zeitgenössischen Flugschriften, die seinen Familiennamen unterschiedlich schreiben (Stubbe Peeter, Petter Stump, Stump Petter, Stupe Peter). Der verwitwete Stump soll ein Bauer („baur“) aus dem Dorf Epprath gewesen sein und dort mehr als 20 Jahre gewirkt haben. Mehrere Quellen erwähnen eine unverheiratete Tochter, die bei ihm gelebt und mit der er ein Kind gezeugt haben soll. Darüber hinaus wird als ältestes Kind ein Sohn erwähnt, den der Vater getötet haben soll.
Nachdem in Bedburg und Umgebung über einen längeren Zeitraum immer wieder verstümmeltes Vieh aufgefunden wurde, wurde Peter Stubbe aus dem benachbarten Epprath verdächtigt. Zur damaligen Zeit galt der Wolf in ländlichen Gebieten im Rheinland als Bedrohung und Gefahr sowohl für Nutztiere (z. B. Schafe, Ziegen oder Kühe) als auch für die Menschen selbst. Angst vor wilden Tieren, in diesem Fall vor dem Wolf, bekam durch den Mythos des Werwolfes einen neuen Stellvertreter. Dem Werwolf wurde vorgeworfen, er habe Tiere gerissen und der Mensch, der angeblich dahintersteckte, soll somit auf bestialische Weise das Vieh seiner Mitmenschen auf dem Gewissen haben.

## Werwolfprozess
Ob der Prozess tatsächlich stattgefunden hat, ist nicht belegt, da keine Prozessakten erhalten sind. Der Fall fand 1589/1590 jedoch in den Niederlanden, England und Dänemark Beachtung und wurde auf Kupferstichen dargestellt und ist vor allem durch ausländische Publikationen überliefert.

### Anklage und Urgicht
Nach zeitgenössischen Quellen und Flugblättern, in denen das Urgicht genannte Geständnis erwähnt wird, wurde er angeklagt, sich in einen Werwolf verwandeln zu können. 
Unter Folter habe Stump gestanden, seit seinem zwölften Lebensjahr schwarze Magie praktiziert zu haben. Durch einen Pakt mit dem Teufel habe er einen Wolfsfellgürtel erhalten, mit dem er sich in einen Werwolf verwandeln konnte. In Wolfsgestalt habe er im Laufe der Jahre 14 Kinder ermordet sowie zwei schwangere Frauen, deren Föten er aus dem Leib gerissen und gefressen habe. Zu den 14 ermordeten Kindern zählte auch sein ältester Sohn, dessen Gehirn er angeblich gegessen habe. Den Gürtel habe er auf der Flucht weggeworfen. Dass an der angegebenen Stelle nichts gefunden wurde, erklärte man damit, dass der Teufel den Gürtel wieder an sich genommen habe. Er soll Teufelsbuhlschaft mit einer Teufelin getrieben haben, und ein Kind mit seiner eigenen Tochter gezeugt haben.

### Hinrichtung
Die zeitgenössischen Quellen sprechen davon, dass Stump am 31. Oktober 1589 in Bedburg auf ein hölzernes Rad gebunden wurde. Das Fleisch sei ihm mit glühenden Zangen von den Knochen gerissen, sowie Arme und Beine abgehackt worden, bevor man ihn geköpft und seine Überreste auf einem Scheiterhaufen verbrannt habe. Seine Tochter hätte das Schauspiel mit ansehen müssen, bevor sie selbst misshandelt, erwürgt und ebenfalls verbrannt wurde.
Die Bürger errichteten nach seiner Hinrichtung im Zentrum von Bedburg eine Stange mit seinem Kopf, dem zum Rädern genutzten Rad und einer Wolfsfigur. Die öffentliche Hinrichtung diente der Abschreckung.

## Nachwirkung
Die Darstellung von schaurigen Verbrechen und die öffentlichen Hinrichtungen erregten großes Interesse und trugen zur Hexenverfolgung und zu Prozessen gegen vermeintliche „Werwölfe“ bei. In der Literatur sind etwa 250 Werwolf-Prozesse aus der Zeit zwischen 1423 und 1720 belegt.
In Erinnerung an diesen Fall heißt der Werwolf in dieser Gegend bei Köln bis heute Stüpp. Der Werwolf-Wanderweg Bedburg (Erft) informiert auf sieben Stationen über das Leben und Sterben des Peter Stubbe.
Verschiedene Bands wurden durch die Geschichte zu Liedern inspiriert. Die Horrorpunk-Band The Other hat im Oktober 2017 das Lied „Werewolf of Bedburg“ auf dem Album „Casket Case“ veröffentlicht. 2024 veröffentlichte die Metal-Band Powerwolf die Single „1589“, welche sich mit der Geschichte Peter Stumps auseinandersetzt.